# Рокухара тандај
Рокухара тандај (јап. 六波羅探題), шогунови намесници стационирани у Рокухари у југоисточном Кјоту од стране Камакура шогуната да надгледају политичке, војне и правосудне послове у југозападном Јапану.

## Историја
То место је успостављено 1221. године (након Џокју рата) и истовремено су га држала двојица људи, оба изабрана из редова породице Хоџо. Последњи Рокухара намесници свргнути су од стране Ашикага Такауџија у Генко рату 1333. године.